# 维特马尔
维特马尔是德国下萨克森州的一个市镇。总面积4.65平方公里，总人口1208人，其中男性605人，女性603人（2011年12月31日），人口密度260人/平方公里。